# To Separate the Flesh from the Bones
To Separete the Flesh from the Bones es una banda deathgrind procedentes de Finlandia fundada en 2004 el 24 de noviembre de ese mismo año la banda firma contrato con la discográfica Spinefarm.

## Miembros
- Herr Arschstein (Pasi Koskinen) - Guitarra, Voces
- Rot Wailer (Niclas Etelävuori) - Bajo
- Pus Sypope (Mika HIM Karppinen) - Batería

## Discografía
- For Those about to Rot EP - 2004

1. Infected Return
2. Bres-fed By Blood
3. Rotten Vargin
4. Filthy Cunt
5. Genital Massacre
6. Cheinsaw Fuck
7. Die Like a Wimp
8. Flesh That Lies
9. Fistfucked ´til Death
10. Spermjerker

- Utopia Sadistica - 2004

1. Meatbash
2. Cold Cuts
3. Rotten Siege
4. The Final Extinction
5. Preternatural Pervert
6. Meretricious Murderess
7. Disconsolated Suffer
8. Pussyfer
9. Amputated Whore
10. Conflagration
11. Absolute Holocaust
12. Mass Of Vipers
13. Brain Drain Faucet
14. The Rot
15. Art Of Aggression
16. The Spoon
17. Bare Your Wounds For Me
18. Reek Of Excrete
19. The Revolt
20. Mutilated Virgin Slut
21. Profanity
22. Drowned In Semen
23. The Manticore
24. Drunk & Nauseous
25. Condition Dead